# Vernon Lee
Vernon Lee pseudônimo de Violet Paget (Bolonha do Mar, 14 de outubro de 1856 – San Gervasio Bresciano, 13 de fevereiro de 1935) foi uma escritora, contista e ensaísta britânica, nascida na França, proeminente na ficção de horror. 
Escreveu romances, contos, ensaios sobre música, arte e viagens, estudos sobre a Itália, psicologia e estética da arte. Transitava livremente entre os meios literário e social, onde conviveu com alguns dos maiores intelectuais e escritores da época, como Robert Browning, Walter Pater, Henry James, H. G. Wells, Bertrand Russell, Bernard Berenson e Mario Praz.
Ainda que não tenha, oficialmente, se envolvido com política, era feminista e militava por reformas sociais e durante a Primeira Guerra Mundial marchou pelo fim dos conflitos e pela paz. Em seus últimos anos, com profundo desgosto, viu a ascensão do fascismo. Era considerada por Bernard Shaw como uma das grandes figuras cosmopolitas da intelectualidade vitoriana.

## Biografia
Violet nasceu em 1856, no Château St Leonard, em Bolonha-sobre-o-Mar, próximo ao Canal da Mancha. Era filha de dois britânicos expatriados, Henry Ferguson Paget e Matilda Lee-Hamilton. Era meia-irmã do poeta Eugene Lee-Hamilton pelo primeiro casamento da mãe, cujo sobrenome ela adaptou seu próprio pseudônimo. Ainda que tivesse cidadania britânica, escrevesse em inglês e para a audiência britânica, tendo visitado e morado em Londres por bastante tempo, Violet passou a maior parte da vida no continente, em especial na Itália, transitando entre diferentes culturas e idiomas.
Passou a infância viajando com as constantes mudanças da família. Morou na Alemanha, na França, na Suíça, antes de se estabelecer em uma villa em Florença, onde permaneceu até a morte. Passou boa parte de seus anos nos arredores de Florença, na Villa il Palmerino, de 1889, com uma breve interrupção durante a Primeira Guerra e para visitas ocasionais a Londres. Sua biblioteca pessoal com mais de 400 volumes foi deixada para o Instituto Britânico de Florença e ainda pode ser visitada. Foi muito amiga do pintor Telemaco Signorini e de Mario Praz.

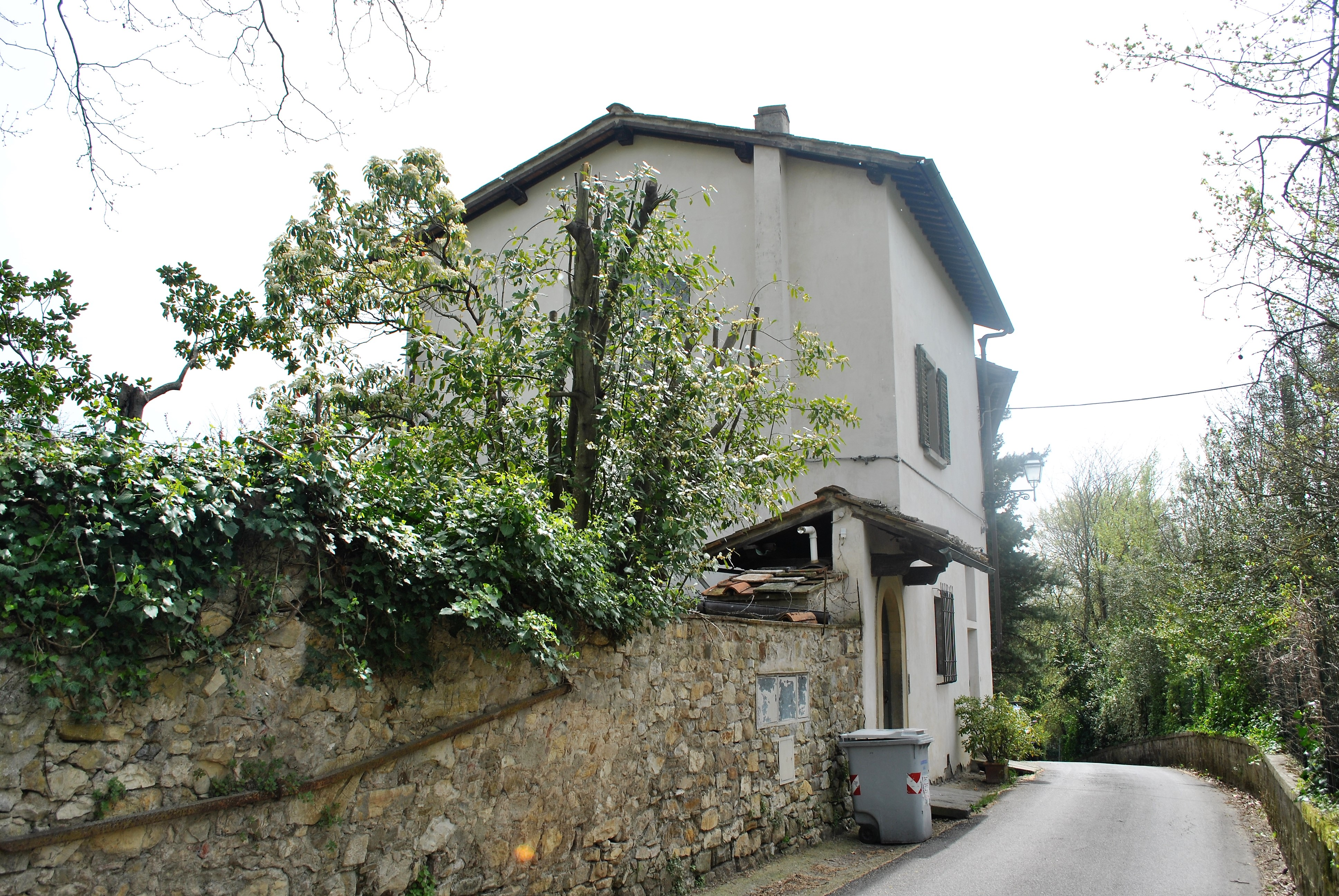
Villa il Palmerino, Florença.

Sendo mulher e lésbica, atraiu tanto admiradores quanto adversários em suas viagens pela Europa e Henry James chegou a avisar seu irmão, William, que Violet era tão "perigosa quanto inteligente". Conhecida por vestir-se "à la garçonne" (roupas com estilo masculino), teve relacionamentos com Mary Robinson, Clementina Anstruther-Thomson e com a escritora britânica Amy Levy.
Feminista militante, durante a Primeira Guerra participou de movimentos pacifistas e foi membro de organizações antimilitaristas, como a Union of Democratic Control. Tocava cravo, tendo grande apreciação pela música e um de seus trabalhos mais importantes a respeito foi Studies of the Eighteenth Century in Italy (1880). Junto de John Addington Symonds, ela era considerada uma autoridade em Renascença Italiana e escreveu dois livros a respeito, Euphorion (1884) e Renaissance Fancies and Studies (1895).

## Escrita
Seus contos exploravam vários temas de horror e suspense, como casas mal assombradas, fantasmas e possessão. Sua coletânea mais famosa foi Hauntings (1890) e seu conto "Prince Alberic and the Snake Lady" (1895) foi primeiro publicado no famoso The Yellow Book. Violet foi fundamental na introdução do conceito alemão de Einfühlung, ou empatia no estudo da estética no mundo de língua inglesa.
Em colaboração com sua companheira Clementina Anstruther-Thomson, desenvolveu sua própria teoria sobre estudos psicológicos da estética, baseada em trabalhos anteriores de William James, Theodor Lipps e Karl Groos. Ela alegava que os espectadores "simpatizam" com as obras de arte quando elas invocam memórias e associações e causam mudanças corporais inconscientes na postura e na respiração.
Conhecida por seus diversos ensaios sobre viagens na Alemanha, na França, na Suíça e na Itália, Violet tentou captar e entender os efeitos psicológicos que os lugares causavam ao invés de apenas coletar informações sobre passeios e locais de interessa aos turistas. Escreveu também, assim como seu amigo Henry James, sobre a relação entre escritores e seus leitores, sendo pioneira na ideia de avaliação crítica entre todas as artes estando relacionada à resposta pessoal de uma audiência.
Foi grande defensora do movimento do Esteticismo e, após várias cartas, conheceu o líder do movimento, Walter Pater, na Inglaterra, em 1881, logo após encontrar um de seus discípulos mais famosos, Oscar Wilde. Sua forte oposição à Primeira Guerra Mundial e seu trabalho Satan the Waster (1920) a respeito, a levou a um ostracismo entre as novas gerações de estudiosos e escritores. Foi redescoberta pela pesquisa feminista a partir dos anos 1990.

## Morte
Violet morreu em 13 de fevereiro de 1935, aos 78 anos, em San Gervasio Bresciano, na Itália e foi sepultada no Cimitero Evangelico degli Allori, em Florença.
Boa parte de suas correspondências e cadernos estão hoje preservados na biblioteca do Somerville College e do Colby College.

## Publicações

### Livros
- A Phantom Lover (1886)

### Coletâneas
- Hauntings (1890)
- Pope Jacynth (1907)
- Ravenna and Her Ghosts (1907)
- For Maurice (1927)
- The Virgin of the Seven Daggers (1955)
- Supernatural Tales (1987)

### Antologias com seus contos
- Hauntings and Horror (1931)
- A Century of Ghost Stories (1936)
- Five Victorian Ghost Novels (1950)
- The 6th Fontana Book of Great Ghost Stories (1970)
- Fantastic Tales (1993)
- Angels of Darkness (1995)
- 100 Tiny Tales of Terror (1996)

### Contos
- The Legend of Madame Krasinska
- Ravenna and Her Ghosts [short story]
- Oke of Okehurst (1886) ou A Phantom Lover
- The Virgin of the Seven Daggers [short story] (1889)
- Amour Dure (1890)
- Dionea (1890)
- A Lasting Love (1890)
- A Wicked Voice (1890)
- A Wedding Chest (1904)
- The Lady and Death (1907)
- Pope Jacynth (1907)
- Prince Alberic and the Snake Lady (1907)
- St. Eudaemon and His Orange Tree (1907)